# Peter Holden
Peter Holden – amerykański aktor i producent filmowy oraz telewizyjny.

## Filmografia (wybór)

### Filmy
- 2003: Na tyłach wroga jako Sierżant sztabowy Gordon „Gundy” Gunderson
- 2010: The Social Network jako Prawnik Facebooka
- 2012: Mroczny rycerz powstaje jako Technik naukowy
- 2014: Alien Abduction jako Peter Morris

### Seriale
- Cudowne lata (1993, 2 odcinki, jako Nick Sadowski)
- CSI: Kryminalne zagadki Las Vegas (2002, 1 odcinek, jako Augie Heitz)
- Mów mi swatka (2003, 1 odcinek, jako Tony Barre)
- Kości (2010, 1 odcinek, jako Jesse Byrd)
- Zabójcze umysły: Okiem sprawcy (2011, 1 odcinek, jako Nadzorca CPS)
- Gotowe na wszystko (2011, 1 odcinek, jako Strażnik leśny)
- U nas w Filadelfii (2012, 1 odcinek, jako Delegat Unii)